# The Kooples
The Kooples è un rivenditore di moda francese. Nel 2014, avevano 321 punti vendita in Europa. A metà 2017, la società aveva 30 punti vendita negli Stati Uniti, tra cui Bloomingdale's, e cinque negozi indipendenti.
La compagnia è stata fondata nel 2008 dai fratelli Alexandre Elicha, Laurent Elicha e Raphaël Elicha.